# Automobil Clubul Român

Sigla ACR

Automobil Clubul Român (ACR) este cel mai mare club automobilistic din România. Clubul a luat ființă pe data de 5 aprilie 1904 în salonul de onoare al Hotelului Boulevard din București. În cursul aceluiași an au fost organizate filiale ACR, în localitățile în care existau mașini - 2-3 la număr, precum: Botoșani, Brăila, Craiova, Iași, Ploiești, Râmnicu Sărat, Târgu Jiu. România se afla printre primele 10 țări din Europa și printre primele 14 pe plan mondial care și-au constituit un club automobilistic. Câteva luni mai târziu, în Septembrie 1904 are loc prima cursă de automobile din România organizată de ACR pe traseul București – Giurgiu – București (120 km), țara noastră fiind printre primele 6 țări din lume care au organizat curse auto, după Franța, SUA, Germania, Italia și Austria. Cursa a fost câștigată de George Valentin Bibescu cu o medie orară de 66 km/h.

## Istorie
Primul automobil a fost adus în România în Martie 1898, numit trăsură-automobil. Acesta a fost achiziționat de dr. Thomas Tomescu la prima expoziție automobilistică din Londra, desfășurată în anul 1896. În 1900 alte două automobile sunt aduse în țară, un Mercedes de 16 CP și un FN (Fabrique Nationale) de 7,5 CP, primul achiziționat de George Valentin Bibescu, iar al doilea de către Basil Assan. În anii următori, alți pasionați de automobilism aduc din străinătate diverse mașini, astfel că la nivelul anului 1904 existau în România un număr de 51 automobile. Pe acest fond de interes crescut față de automobile, în 5 aprilie 1904, este înființat Automobil Clubul Român. În același an o serie de filiale apar în mai multe localități din România.
România a fost una dintre primele zece țări din lume care a introdus automobilul în circulație, de la începuturile construcției acestuia. Încă din anul 1895, în București au circulat două automobile cu aburi, construite de firma franceză Gardner Serpollet. În Cartea de Aur, înființată de ACR, în care s-au înscris toate autovehiculele importante, pe primul loc figurează o trăsură-automobil fabricată de firma Peugeot, având un motor cu puterea de 4 CP. Această mașină a fost importată în 1889 de către Barbu Bellu din București. În 1895 trei craioveni au adus în țară trei trăsuri-automobile de tip Benz, cu motoare de 12CP. Un an mai târziu s-au adus alte trei ‘trăsuri-automobile’ în diferite orașe: un Peugeot în București, un Rochet-Schneider în Tecuci și un triciclu Bolleé în Fălticeni. Pe străzile Bucureștiului a apărut, în 1898, unul din primele automobile americane Oldsmobile, construit în atelierul lui E. R. Olds, care începuse să fabrice mașini doar de un an. Automobilul avea în loc de volan o manșă și poate fi văzut astăzi expus la Muzeul Tehnic. În același an, în ziarele timpului se arată că doctorul Tomescu și-a adus o splendidă trăsura cu motor, stil Victoria. Această mașină avea un motor de 3,5 CP amplasat în spate. De menționat că numarul ‘trăsurilor automobile’ din întreaga lume nu depășea ...100 de exemplare! Primul automobil electric (un coupe cu patru locuri pentru pasageri, plus două locuri în față, pentru șofer și pentru ‘asistent’), adus de la Paris de către Leon Leonida, a circulat pe străzile capitalei încă din anul 1906. Primul examen de conducere oficial a avut loc pe data de 10 Ianuarie 1908, din ordinul prefectului Poliției Capitalei. Brevetul se obținea după absolvirea unei probe de viteză în timpul căreia ofițerul examinator arunca în fața mașinii o pernă, conducătorul trebuind să frâneze instantaneu. Cursurile primei școli de șoferi au început la 10 ianuarie 1910. Dimineața se învața teoria automobilului, iar după amiaza practica. Teoria avea doua capitole importante: ‘Omorârea de oameni’ și ‘Scoaterea de fum a mașinilor’. 

## Președinți

Principele George Valentin Bibescu - președinte ACR

- George Valentin Bibescu (? - 22 martie 1924)
- Ion M. Mitilineu (22 martie 1924 - iulie 1946)
- Constantin Niculescu (7 martie 1994 - prezent)

### Președinți de onoare
- Ferdinand I
- Principesa Maria
- Carol al II-lea
- Regele Mihai, 1940 - 1947[1]